# VMGR-252
El 252.º Escuadrón de Transporte y Reabastecimiento en Vuelo de Combustible del Cuerpo de Marines (en inglés: Marine Aerial Refueler Transport Squadron 252, VMGR-252) es un escuadrón aéreo del Cuerpo de Marines de los Estados Unidos que opera aviones KC-130J. Ellos son parte del 14.º Grupo Aéreo del Cuerpo de Marines , 2.ª Ala Aérea del Cuerpo de Marines y proporcionar capacidades de reabastecimiento en vuelo de combustible a las aeronaves de alas fijas y de alas rotatorias para apoyar las operaciones aéreas de la Fleet Marine Force adicionalmente al transporte aéreo de asalto de personal, equipos y suministros. El escuadrón conocido como "Otis" está acuartelado en la Estación Aérea del Cuerpo de Marines de Cherry Point, Carolina del Norte. También tiene la distinción de ser el escuadrón más antiguo continuamente activo del Cuerpo de Marines.

## Misión
Proporcionar el transporte de asalto de personal, equipos y suministros, y el servicio de reabastecimiento en vuelo de combustible a aeronaves de alas fijas y alas rotatorias.

## Historia

### Años iniciales
El escuadrón fue formado el 1 de junio de 1928 y denominado Destacamento de Cuartel General 7M en San Diego, California. El escuadrón cambió su denominación varias veces en la siguiente década. Recibió la denominación de 252.º Escuadrón de Uso General de Infantería de Marina el 1 de julio de 1941, y de 252.o Escuadrón de Transporte de la Infantería de Marina  el 1 de abril de 1945.

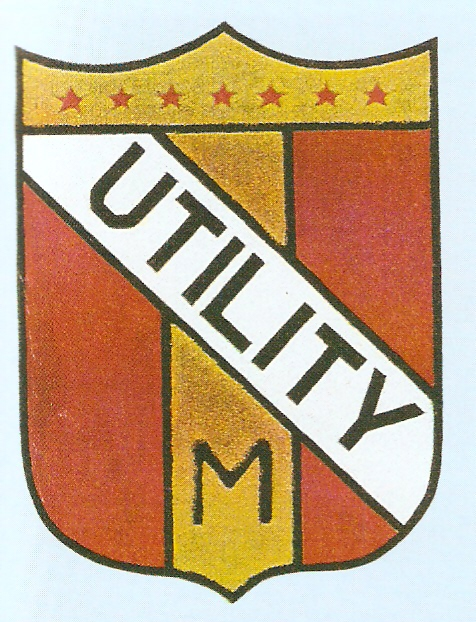
La insignia del escuadrón cuando era conocido como el VJ-7M.

### Segunda Guerra Mundial
El escuadrón participó activamente en la Segunda Guerra Mundial y estuvo en las siguientes campañas: Pearl Harbor, Islas Marianas, Iwo Jima y Okinawa. Después de la guerra, el escuadrón se cambió a la MCAS Cherry Point y fue reasignado al 21.er Grupo de Aéreo del Cuerpo de Marines.

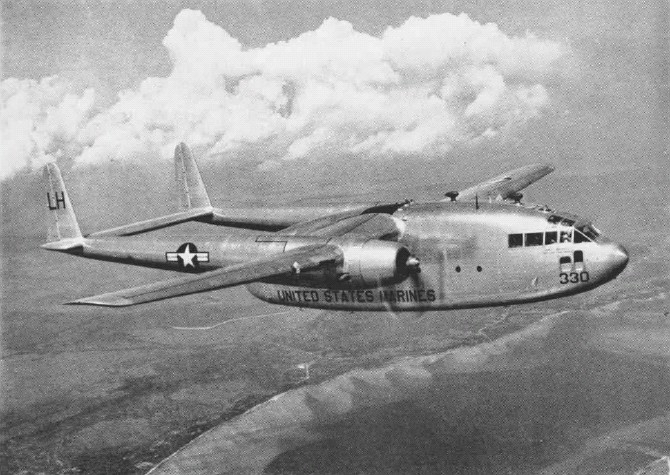
Un R4Q-1 del VMR-252 en el año 1950.

### Posterior a la Segunda Guerra Mundial hasta la década de 1980
En julio de 1946, el VMR-252 estaba localizado en la MCAS Miramar como parte del 25.º Grupo de Aviación de Infantería de Marina. Permanecieron allí hasta el 14 de octubre de 1946 cuando se movieron a la MCAS El Toro. Durante octubre de 1961, el KC-130 Hercules se convirtió en el avión del escuadrón. Con la introducción del KC-130, la misión primaria del escuadrón fue cambiada al reabastecimiento en vuelo de combustible. El 1 de febrero de 1962, el escuadrón recibió su actual denominación como 252.º Escuadrón de Transporte y Reabastecimiento en vuelo de Combustible de la Infantería de Marina. En diciembre de 1965, el KC-130 fue usado para reabastecer de combustible al helicóptero CH-3. Esta fue la primera vez que se utilizó un sistema de sonda y cesta para reabastecer en vuelo de combustible a un helicóptero.
Para finales de la sesenta y principios de los setenta el VMGR-252 estuvo apoyando activamente a las fuerzas estadounidenses que operaban en la República de Vietnam, transportando equipo esencial, repuestos y personal. El VMGR-252 también apoyó la introducción del AV-8A Harrier. En agosto de 1973, el VMGR-252 estuvo involucrado en el desarrollo de procedimientos seguros y estandarizados para el reabastecimiento aéreo de combustible para ser utilizados con el Harrier.

### La Guerra del Golfo y la década de 1990

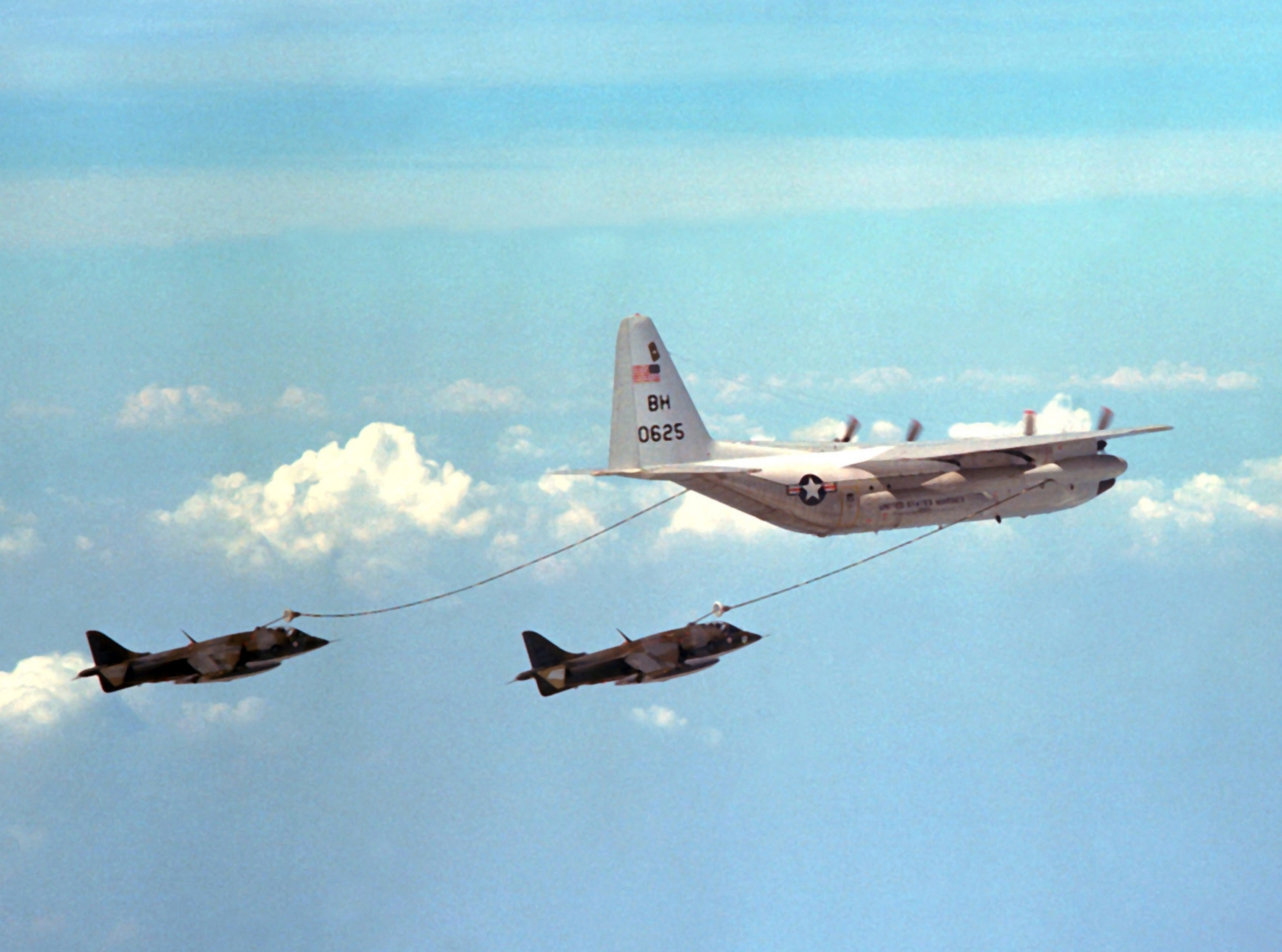
Un KC-130R del VMGR-252 reabasteciendo a dos Harrier, en el año 1978.

En diciembre de 1988, el VMGR-252 logró otro punto importante cuando sobrepasó las 300 000 horas de vuelo sin accidentes y ganó la distinción de ser el escuadrón de la Armada y de la Cuerpo de Marines de los Estados Unidos con más horas de vuelo sin accidentes.
La década de los noventa se inició con el VMGR-252 desplegando aviones a Freetown, Sierra Leona para apoyar las operaciones de la 22.ª Unidad Expedicionaria de Marines después de disturbios civiles en la cercana Liberia. Adicionalmente, en mayo de 1990 se realizaron los primeros aterrizajes de un KC-130 del Cuerpo de Infantería de Marina usando lentes de visión nocturna.
Al poco tiempo el escuadrón encaró un desafío mucho mayor con la movilización de las fuerzas para la Operación Desert Shield. Seis aviones del escuadrón fueron desplegados para formar el Destacamento Alfa del VMGR-252. Cuando la operación Tormenta del Desierto comenzó el 16 de enero de 1991, el destacamento cambió a operaciones de combate y proporcionó más de 10 000 000 libras (4 535 920 kg) de combustible a los aviones de ataque durante el curso de 937 misiones de combate.

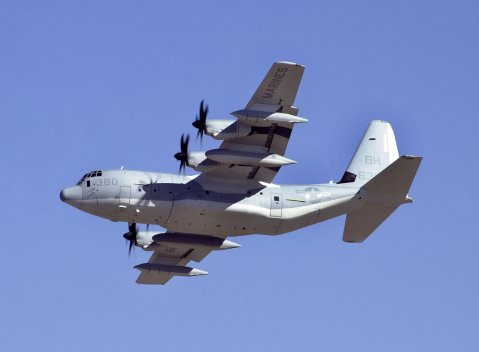
Un KC-130J del VMGR-252 en vuelo.

Durante el resto de la década de 1990, el escuadrón continuó apoyando a las Unidades Expedicionarias de Marines de la Costa Oriental para la realización de operaciones en Kenia, Ruanda, República del Congo, Albania, Liberia, Sierra Leona y Kosovo. También continuaron su apoyo a las Operación Northern Watch y Operación Southern Watch.

### Guerra Global contra el Terrorismo
Después de los ataques del 11 de septiembre de 2001, el VMGR-252 formó parte del núcleo de las operaciones logísticas y de apoyo al asalto durante la operación Libertad Duradera en Afganistán y proporcionó apoyo similar para la 26.ª Unidad Expedicionaria de Marines en la Guerra de Irak en la primavera del año 2003. Aproximadamente el 30% del escuadrón ha estado desplegado continuamente en apoyo de la Operación Iraqi Freedom desde el año 2003.
En diciembre de 2002 el VMGR-252 recibió formalmente tres aviones KC-130J.